# Ян Чейка
Ян Чейка (чеськ. Jan Čejka, 29 травня 2001) — чеський плавець.
Учасник Олімпійських Ігор 2020 року, де в попередніх запливах на дистанції 100 метрів на спині посів 30-те місце і не потрапив до півфіналів.